# Бома (национальный парк)
Бома — национальный парк в Южном Судане, недалеко от границы с Эфиопией в штате Бома. 
Был создан в 1986 году. Площадь парка составляет 22800 км². Парк является очень важной зоной обитания для белоухих кобов. Другие крупные виды животных в парке: африканский слон, африканский буйвол, леопард, жираф, орикс, конгони, гепард. Граничит с национальным парком Эфиопии — Гамбела.